# وسپ-۳۳بی
وسپ-۳۳بی (به انگلیسی: WASP-33b) یک سیاره فراخورشیدی است که در مدار ستاره اچ‌دی ۱۵۰۸۲، در صورت فلکی زن برزنجیر (آندرومدا) قرار دارد.
وسپ-۳۳بی داغ‌ترین سیاره جهان با دمای ۳ هزار و ۲۰۰ درجه سانتی گراد به‌شمار می‌رود. دانشمندان در سال ۲۰۰۶ وجود این سیاره را کشف کرده بودند اما اطلاعات جدید سیاره‌شناسان نشان می‌دهد که ستاره این سیاره نیز یکی از داغ‌ترین ستاره‌های میزبان سیاره است و دمای آن تا حدود ۷ هزار و ۱۶۰ درجه سانتی‌گراد می‌رسد. این در حالی است که بیشترین دمای خورشید ۵ هزار و ۶۰۰ درجه است.
این سیاره چهار و نیم برابر بزرگ‌تر از سیاره مشتری است و در فاصله ای به دور ستاره خود می‌چرخد که ۷ درصد کمتر از فاصله میان خورشید و عطارد است. به همین دلیل این سیاره که در فاصله ۳۸۰ سال نوری از زمین در صورت فلکی آندرومدا واقع شده‌است دمای بسیار بالایی دارد و با برخورداری از دمای ۳ هزار و ۲۰۰ درجه سانتی گراد، داغ‌ترین سیاره ای است که تاکنون در جهان کشف شده‌است. به سبب نزدیکی فاصله این سیاره با ستاره‌اش، یک سال آن معادل ۲۹٫۵ ساعت زمینی است.
دانشمندان دانشگاه کلی در استافوردشایر با استفاده از دوربین فروسرخ نصب شده روی تلسکوپ ویلیام هرشل در جزایر قناری موفق شدند دمای این سیاره را محاسبه کنند. به گفته این دانشمندان دمای این سیاره ۹۰۰ درجه بالاتر از داغ‌ترین سیاره‌ای است که پیش از این در کهکشان راه شیری شناخته شده بود. 

## کشف
در سال ۲۰۱۰، پروژه سوپر واسپ کشف یک سیاره فراخورشیدی را اعلام کرد که به دور ستاره اچ‌دی ۱۵۰۸۲ می چرخد. این کشف با شناسایی گذر سیاره هنگام عبور از مقابل ستاره خود انجام شد، رویدادی که هر ۱.۲۲ روز اتفاق می افتد.

## اتمسفر
در ژوئن ۲۰۱۵، ناسا گزارش داد که این سیاره فراخورشیدی دارای یک استراتوسفر است و جو حاوی اکسید تیتانیوم است که استراتوسفر را ایجاد می کند. اکسید تیتانیوم یکی از معدود ترکیباتی است که جاذب قوی تشعشعات مرئی و فرابنفش است که اتمسفر را گرم می کند و می تواند در حالت گاز در یک جو گرم وجود داشته باشد.